# Digitální billboard
Digitální billboard je jedna z forem venkovní reklamy. Dokáže prezentovat reklamní sdělení dynamicky a v reálném čase. Digitální billboard je vidět na velké vzdálenosti a tím dokáže upoutat větší pozornost než klasické reklamní plochy.

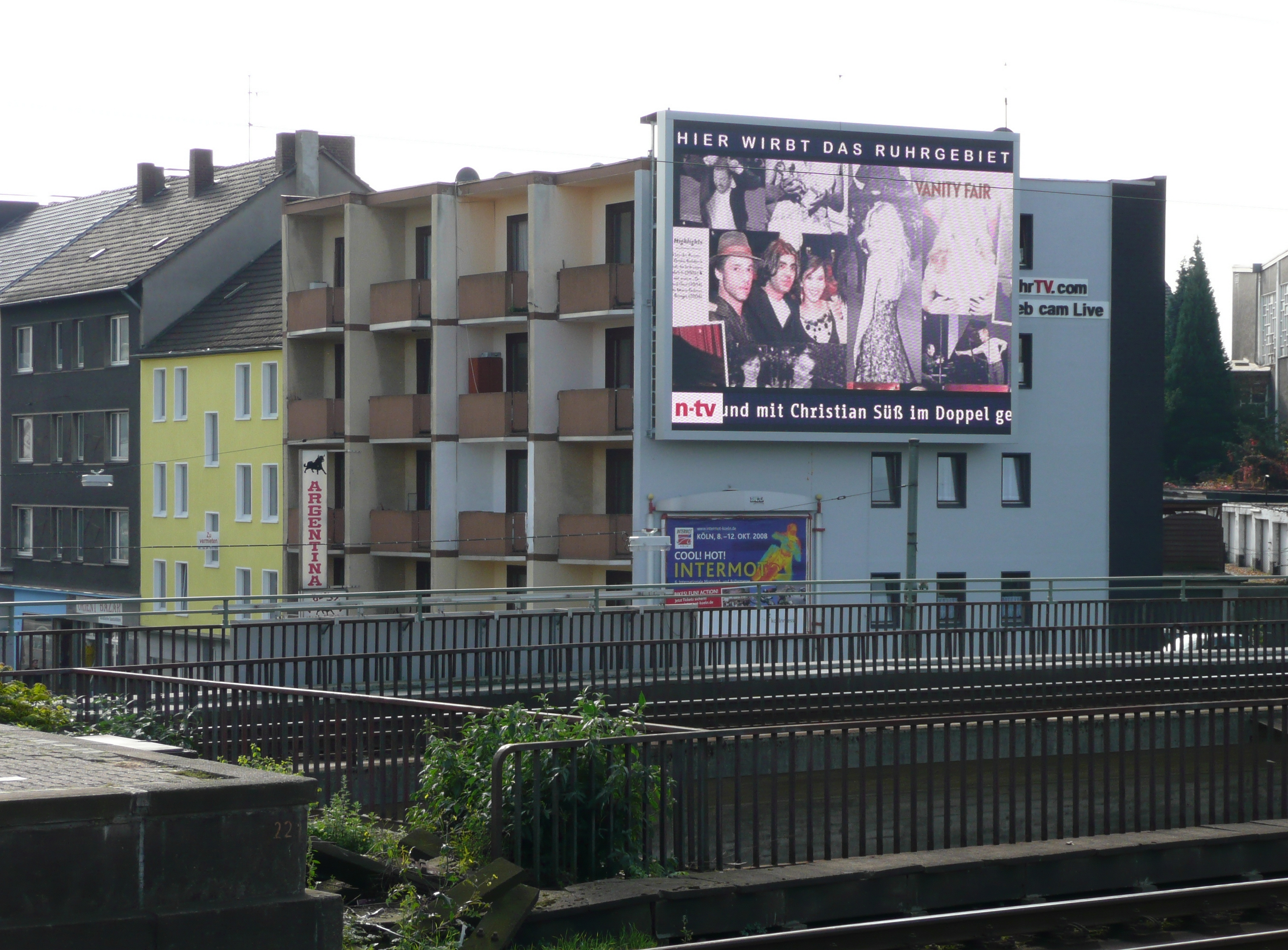
Digitální billboard v německém městě Bochum

## Digitální marketing
Digitální marketing využívá digitálních médií jako internet, mobilní telefony, 
a obrazovky pro komunikaci s příjemci reklamních a informačních sdělení. Rozdíl mezi tradičními médii a digitálními médii je ve schopnosti digitálních médií nejen šířit informace, ale také navázat kontakt s příjemci a získat od nich zpětnou reakci. Pohyb, změna barvy nebo intenzity světla, zvuková změna a další rychlé obměny ovlivňují pozornost každého člověka.

## Technologie
V současnosti se využívá technologie LED, a to především u velkoplošných venkovních billboardů. U malých obrazovek se využívá více technologie LCD. Budoucnost digitálních billboardů směřuje směrem k úsporám provozních nákladů na energie, údržbu a také snížení světelných emisí.
První digitální billboard na světě šetrný vůči přírodě vyvinula belgická společnost Barco. Řada DB-x20 patřila mezi první digitální zobrazovače na světě, které splňují direktiva vydaná Evropskou komisí RoHS (Restriction of the use of Hazardeous Substance) zakazující použití nebezpečných látek v elektrických a elektronických výrobcích. Hodnota jasu 
7600 nitů přináší maximální úroveň světla i za slunečného počasí a zaručuje, že si obrazovka zachová jas po celou dobu své životnosti (100 000 hodin). Plocha obrazovky činí 21,44 m2.

## Výhody a nevýhody digitálních billboardů
Mezi výhody lze zařadit především to, že digitální billboardy jsou vidět z velké dálky. Neobsahují žádné animace, blikající světla nebo pohyblivá videa. Další nespornou výhodou je, že jeden reklamní prostor může využít více inzertů, jejichž reklama se střídá v krátkých časových intervalech. Trendem digitálních billboardů je být "eco friendly" - nezatěžovat životní prostředí.

Hlavní nevýhodou je produkce světelného znečištění. V případě digitálních billboardů se jedná o problém přílišného jasu plochy, což v některých případech znemožňuje i samotné sdělení informace. Zcela typickým problémem bývá blikající osvětlení digitálních billboardů, které mnohdy ruší okolní obyvatele při spánku. Přemíra světla v noci může mást některé živočichy (hlavně hmyz a ptáky) a potíže může způsobovat i lidem žijícím poblíž velkých zdrojů světla. Billboardy a jiné reklamní plochy sice obecně nepatří k hlavním zdrojům světelného znečištění, přesto v některých lokalitách mohou být významným místním problémem. Tento problém se dá vyřešit tím, že po době nočního klidu musejí být minimálně přepnuty do statického módu a jejich jas ztlumen na přijatelnou hodnotu.

## Vliv digitálních billboardů na dopravní nehody
Americká asociace venkovní reklamy OAAA (zkratka z anglického Outdoor Advertising Association of America) iniciovala dvě nezávislé studie, které tvrdí, že digitální billboardy nemají vliv na bezpečnost provozu na dopravních komunikacích. Úkolem první studie bylo analyzovat souvislost mezi digitálními billboardy a nehodovostí řidičů, druhá se pak zaměřovala na samotné chování řidičů. Po dobu 18 měsíců byly klasické billboardy předělány na digitální a během této doby výsledky studie potvrdily, že neexistuje žádná statistická souvislost mezi digitální reklamou a dopravními nehodami. Výsledky druhé studie vypovídají o  neutrálnosti digitálních billboardů z hlediska bezpečnosti. Výsledky byly potvrzeny měřením pohybu očí u 36 testovaných řidičů speciální technologií.

## Situace v České republice
V Praze se nachází největší LED obrazovka v České republice a zároveň i ve střední Evropě. Jedná se o obrazovku „KAČEROV“ v Jihlavské ulici. Je to LED obrazovka s rozměry 16x9 m a s plochou 144 m2. Obrazovka je umístěna na strategicky vhodném místě, jelikož je viditelná při příjezdu od Brna na úrovni sjezdu na Jižní spojku, z Kačerova, Krče a dalších i vzdálenějších míst. Na zvoleném místě je vysoká frekvence lidí, viditelnost obrazovky pro cestující v autech je dost dlouhá a na příjezdových komunikacích je maximální povolená rychlost 50 km/h. Obrazovka „KAČEROV“ má rozteč bodů 25 mm, což umožňuje nejmenší pozorovací vzdálenost 15-20 m. Horizontální pozorovací úhel je 120° a vertikální 60°. Obrazovku vlastní a provozuje společnost BONUSS-CZ s.r.o., podnikající v oboru digitálních billboardů.